# Brady Haran
Brady John Haran (Adelaide, 18 giugno 1976) è un regista australiano indipendente e video-giornalista conosciuto soprattutto per i suoi video educativi e documentari prodotti per BBC news e per i suoi canali YouTube come Numberphile o Periodic Videos Haran è anche il co-conduttore del podcast Hello Internet con lo youtuber CGP Grey. Il 22 agosto 2017, ha iniziato un altro podcast chiamato The Unmade Podcast.

## Biografia
Brady Haran studiò giornalismo per un anno prima di venire assunto dall'Adelaide Advertiser. Nel 2002, si trasferì dall'Australia a Nottingham, in Regno Unito. A Nottingham, lavorò per la BBC, iniziò a lavorare con i video, e fece il cronista per East Midlands Today, BBC News Online e per delle stazioni radio della BBC.
Nel 2007, Haran lavorò come filmmaker in loco per la città della scienza di Nottingham come parte di un contratto tra la BBC e l'Università di Nottingham. Il suo progetto "Test Tube" iniziò con l'idea di produrre un documentario sugli scienziati e le loro ricerche, ma Haran decise di pubblicare i filmati non montati su YouTube; da qui si svilupparono "Periodic Videos" e "Sixty Symbols". In seguito lasciò la BBC per lavorare a tempo pieno a realizzare video su YouTube. 

### YouTube
Dopo "Test Tube", Haran decise di creare altri canali YouTube. Nei primi cinque anni da filmmaker indipendente fece oltre 1500 video. Nel 2012, era il produttore, montatore, e intervistatore di 12 canali YouTube, tra i quali Periodic Table of Videos, Sixty Symbols e Numberphile. Nel 2011, Martyn Poliakoff ricevette il Premio Nyholm per l'istruzione dalla Royal Society of Chemistry per aver portato la chimica a un pubblico più vasto; questo comprende il suo lavoro con Haran su Periodic Table of Videos.
I canali di Brady Haran coprono vari argomenti tra cui matematica, chimica, fisica e filosofia. Essi sono (quelli contrassegnati da [I] sono in stato di ibernazione):
- [I] BackstageScience (dedicato ai dietro le quinte di alcuni apparati sperimentali complessi)
- [I] Bibledex (sui libri della Bibbia cristiana e altri argomenti religiosi)
- BradyStuff (contenente video vari slegati dagli altri canali)
- Computerphile (canale di informatica, gestito prevalentemente da Sean Riley)
- Deep Sky Videos (canale di astronomia e astrofotografia)
- [I] My Favourite Scientist (scienziati parlano dei loro scienziati preferiti)
- [I] Foodskey (scienza e cibo)
- Hello Internet (podcast di Brady Haran e CGP Grey)
- Nottingham Science (video scientifici vari tra cui versioni estese dei video degli altri canali)
- Numberphile (canale di matematica, è il canale con il maggior numero di iscritti di Haran)
- Objectivity (dedicato a oggetti importanti della storia della scienza, gestito assieme a James Hennessy)
- Periodic Videos (canale di chimica, è il canale con il maggior numero di video di Haran)
- [I] PsyFile (canale di psicologia)
- [I] PhilosophyFile (canale di filosofia)
- Sixty Symbols (canale di fisica e astrofisica con vari fisici dell'Università di Nottingham, tra cui Philip Moriarty)
- The Unmade Podcast (podcast di Brady Haran e Tim Hein)
- [I] Words of the World (dedicato al linguaggio)